# Roger-Henri Expert
Pour les articles homonymes, voir Expert (homonymie).
Roger-Henri Expert, né le 18 avril 1882 à Arcachon (Gironde), mort le 13 avril 1955 à Cérons (Gironde), est un architecte français.

## Biographie
Fils de négociant, il fait ses études secondaires au collège Saint-Elme à Arcachon puis suit des études à l'École municipale des beaux-arts de Bordeaux en peinture à partir de 1903 puis en architecture à partir de 1905. Grâce à une bourse, il rejoint en 1906 l'École des beaux-arts de Paris, successivement dans les ateliers de Gustave Umbdenstock et de Gaston Redon. Il obtient son diplôme d'architecte en 1912 et obtient la même année le second grand Prix de Rome. Il revient dans cette école en 1922, en tant qu'enseignant puis chef d'atelier en 1934, et ce jusqu'en 1953. Il y a notamment pour élèves Jean Balladur ou Claude Ferret.
Il s'associe à son ami André Granet pour créer un cabinet qui s'adresse à une riche clientèle. En 1921, il est nommé Architecte des bâtiments civils et palais nationaux. Il est à ce titre responsable des bâtiments de la manufacture des Gobelins et du musée du Louvre. Il est ensuite architecte en chef de l'Observatoire et du Panthéon.
En 1926, il dessine les plans de cinq villas à Pyla-sur-Mer et au Moulleau, sur le bassin d'Arcachon, dont les lignes élégantes préfigurent l'ambassade de France à Belgrade (1928). Il fait appel au sculpteur Carlo Sarrabezolles pour les éléments décoratifs (le groupe Liberté - Égalité - Fraternité), comme il l'a fait pour l'hôtel de ville de Reims, la fontaine du Trocadéro au palais de Chaillot (1937), ou l'aménagement du pont-promenade du paquebot Normandie. Toujours impeccablement vêtu, d'une élégance très british, il a toujours privilégié la collaboration de ses amis artistes (« la bande à Expert », souvent originaires, comme lui, de la région bordelaise).

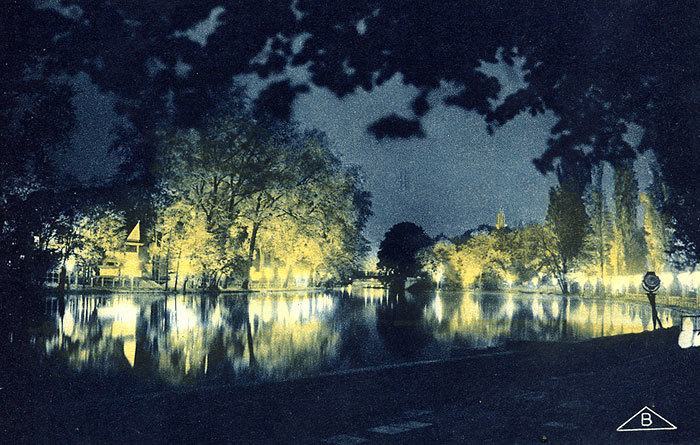
Illuminations et effets d'éclairage sur le lac Daumesnil à l'Exposition coloniale de 1931, par Expert et Granet.

On lui doit, avec André Granet, les féeries lumineuses de l'Exposition coloniale internationale de 1931. Les réalisations des deux architectes sont a posteriori décrites dans le rapport général comme « la plus belle des attractions nocturnes de l'Exposition ».
En 1939, il réalise avec Pierre Patout le pavillon de la France à l'Exposition universelle de New York.
Il est sollicité en 1946 pour conduire la reconstruction du Vieux-Port de Marseille. Son projet, marqué par plusieurs grandes tours de 14 étages, est d'abord accepté par la municipalité mais par la suite vivement critiqué, jugé trop irrespectueux du site historique. Il est finalement dessaisi du projet en 1948 au profit d'André Leconte. Les deux tours en U situées au centre du quartier, ramenées à 7 et 8 étages, sont des traces de son projet.
Il est élu au 1er fauteuil de la section architecture (à la place d'Auguste Perret) de l'Académie des beaux-arts en 1954.
Il meurt le 13 avril 1955 au château de Calvimont, à Cérons. Ses obsèques sont célébrées à la basilique Notre-Dame d'Arcachon et il est inhumé au cimetière municipal (carré 15). Après l'inauguration d'une rue portant son nom, la municipalité d'Arcachon reçoit son épée d'académicien en 1957.

## Principales réalisations
- 1924-1930 : villas Téthys (inscrites MH), Canopé, Lyside et Vert Logis à Pyla-sur-Mer, commune de La Teste-de-Buch, ainsi que Kypris au Moulleau, commune d'Arcachon (Gironde)[5],[2]
- 1924-1927 : hôtel de ville de Reims[2]
- 1927-1928 : bâtiments rue d'Ulm de l'École nationale supérieure des arts décoratifs dans le 5e arrondissement de Paris
- 1925-1928 : casino, actuel Atrium à Dax
- 1928-1932 : hôtel Splendid, actuellement Grand Hôtel Mercure Splendid à Dax (inscrit MH)
- 1928 : hôtel particulier dit maison d'Haussy, 30 avenue de Flandres dans l'actuelle commune de Villeneuve-d'Ascq (inscrite MH)
- 1928-1933 : hôtel de la légation de France, actuelle ambassade de France à Belgrade[2]
- 1932-1934 : groupe scolaire 10 rue Küss dans le 13e arrondissement de Paris (inscrit MH)
- 1933 : ateliers extérieurs[6] de l'École nationale supérieure des beaux-arts, rue Jacques Callot dans le 6e arrondissement de Paris (inscrit MH[7])
- 1934 : immeuble du Service du nivellement général de la France 39 ter rue Gay-Lussac dans le 5e arrondissement de Paris, menacé de destruction en 2023[8].
- 1937 : fontaines et bassins du jardin du Trocadéro dans le 16e arrondissement de Paris
- 1937-1954 : église Sainte-Thérèse-de-l'Enfant-Jésus de Metz (classée MH)[9]
- 1937-1955 : centre national d'enseignement technique, actuelle École normale supérieure de Cachan (début du projet, achevé par André Remondet)
- 1938 : réalisation du pavillon français de l'exposition internationale de New York avec le peintre Jean Dupas
- 1946-1949 : décoration intérieure de l'ambassade de France à Londres
- 1946-1952 : immeubles d'habitation des tours du Vieux-Port de Marseille

## Galerie de réalisations

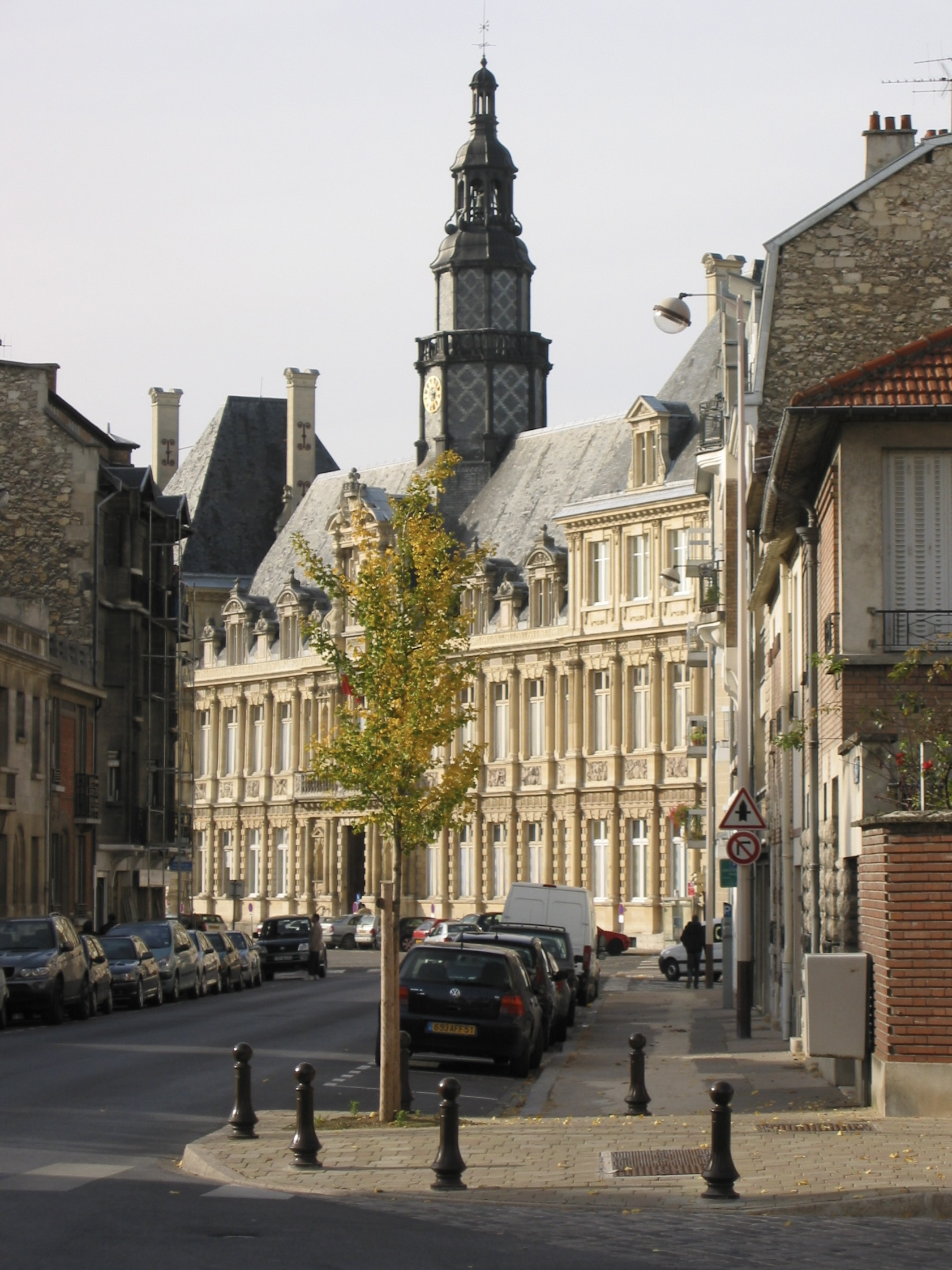
Hôtel de ville de Reims.
L'école de la rue du Dr Kuss à Paris.
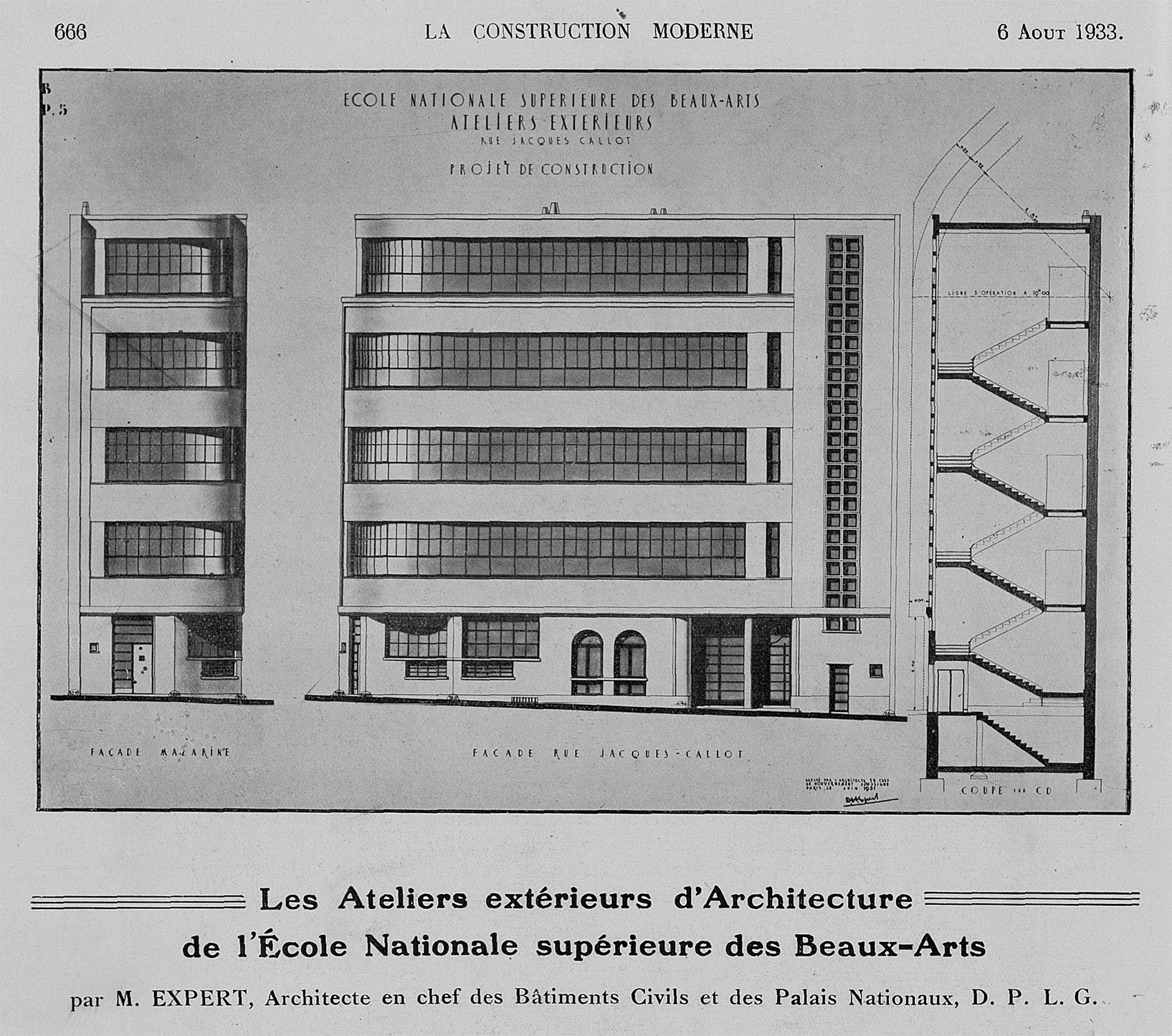
Ateliers extérieurs, 1 rue Jacques Callot à Paris.
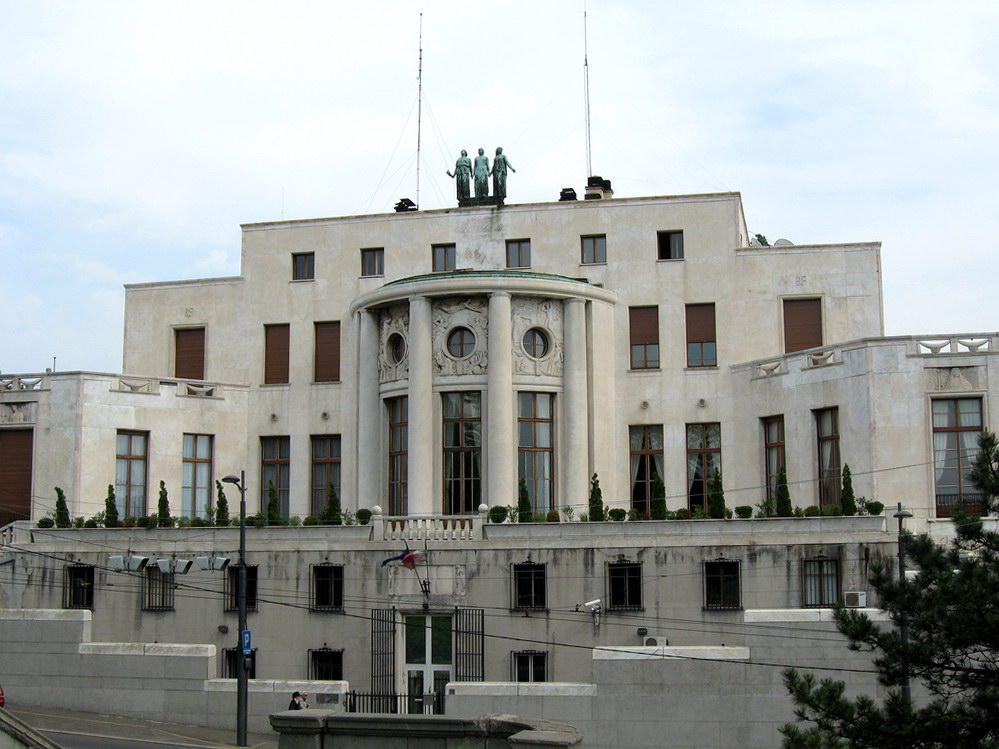
Ambassade de France à Belgrade (Serbie).
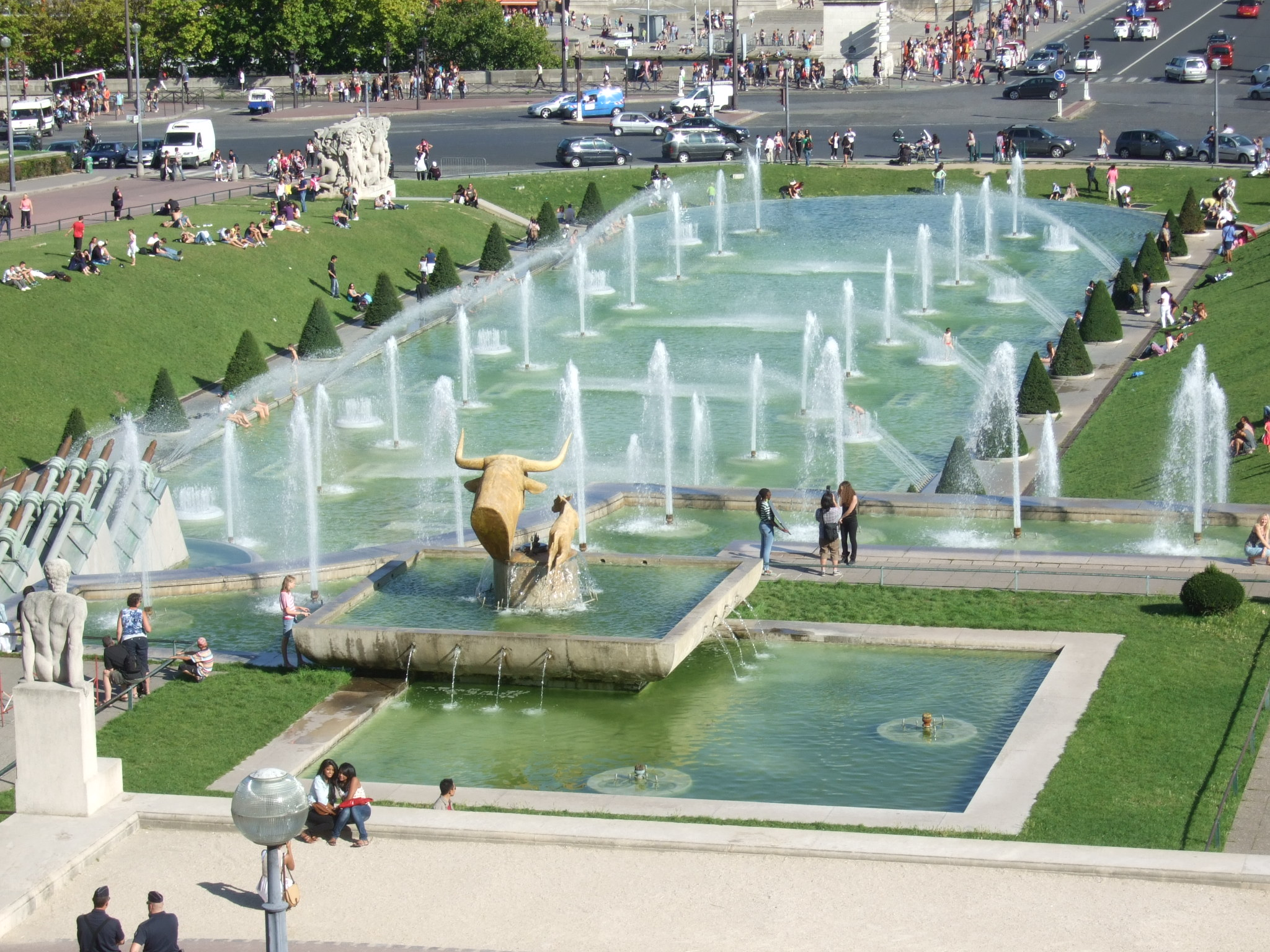
Fontaine des jardins du Trocadéro à Paris.